# 馬克·吉克爾
馬克·吉克爾（法語：Marc Gicquel，1977年3月30日—）是法國職業網球運動員。於1999年轉為職業選手。出生在突尼西亞。單打最高世界排名為第37位。迄今已獲得4項賽事冠軍。

## 外部連結
- 馬克·吉克爾（英文/西班牙文）的官方資料
- 馬克·吉克爾的國際網球總會 職業／青少年 官方資料（英文）
- 馬克·吉克爾的官方資料（英文）